# استفان سيمون
استفان سيمون (بالمجرية: Simon István)‏ (و. 1926 – 1975 م) هو سياسي، وشاعر، ومترجم، وأستاذ جامعي مجري، كان عضوًا في حزب العمال الاشتراكي المجري، توفي في بودابست، عن عمر يناهز 49 عاماً.

## مناصب
تولى منصب عضو الجمعية الوطنية المجرية
.

## التعليم
تعلم في جامعة أوتفوش لوراند (حتى 1952)
.

## جوائز
حصل على جوائز منها:
- نيشان الفنون والآداب من رتبة قائد (17 يناير 2013)[3]
- جائزة المنافسة العامة  [لغات أخرى]‏ (1946)